# ざわざわ下北沢
『ざわざわ下北沢』（ざわざわしもきたざわ）は、2000年に公開された日本映画。市川準監督。脚本は市川の原案を基に佐藤信介が執筆した。主演は北川智子、原田芳雄、小澤征悦の3人。
ペサロ映画祭招待作品。
2021年12月にHDリマスター版で初Blu-ray化された。DVD化はされていない。

## 概要
本作の企画者は、下北沢にある映画館｢シネマ下北沢｣の創立者たちであり、この映画館は、映画製作のスタッフが｢自分たちが観たい映画を上映する劇場が欲しい｣という思いのもと作られた。つまり、映画への愛情に満ちた人々により作られ、そして今回、そこでかける映画まで作ってしまった。
また、下北沢に思い入れがある有名俳優、タレント、等がいわゆる「チョイ役」で多数出演している点もこの映画の特徴である。
メイキング・ドキュメンタリー『ざわざわ下北沢 の、できるまで。』（演出：オースミユーカ、35分）も併せて製作され、本作の再映時のおまけ作品として2001年4月14日に併映公開された。

## あらすじ
下北沢で暮らす有希は、両親が転勤で半年間留守にする間、カフェでバイトを始めた。店の片隅で売られていた小さな陶器の「犬」を、拾い物だからと貰った有希は、恋人の達也にプレゼントした。
ビリヤード場で「見せて」と達也から「犬」を受け取り、そのまま持ち歩く田中。田中の恋人の真弓が、犬ではなく下北沢の真龍寺に祀られた「大天狗の面」だと指摘し、ねだって田中から「天狗」を貰った。真弓の友達の美亜は翌週の運転免許の試験のために、お守りとして「天狗」を借りた。
達也は、見習いカメラマンとして雇われた出版社を、かったるいからとすぐに辞めてしまった。下北沢をフラフラし、飯をおごってくれそうな友人を探す達也。そんな達也を、車を買ったらドライブに行こうと誘う美亜。運転免許試験に合格した美亜は、「天狗」を友人の千明に譲った。
有希と二股の彼女である摩耶がママを勤めるバーで、開店前に夕飯にありつく達也。そんな達也だが、若い男が嫌がる有希を引っ張って行こうとするのを見て、男を乱暴に追い払った。有希から以前に付き合っていた相手だと聞き、「ガキじゃん」とバカにする達也。
酒屋の跡取りの若い高藤は、年上の未亡人の静子に恋をしたが振られて落ち込んだ。だが、静子が「10年若かったら」と残念がったと聞いて元気を取り戻す高藤。そんな高藤に、どこで手に入れたのか、良いことがあると言って「天狗」を譲る静子。
カフェの常連で、下北沢を拠点とする役者の　九四郎は、同棲相手の福子が出て行ってからずっと落ち込んでいた。下北沢の劇場「ザ・スズナリ」で初めて九四郎の舞台を観て感動する有希。そんな九四郎に手紙で、上京した際に会いたいと連絡して来る福子。人前では行かないと反発したが、会いに行く九四郎。だが、すでに話すこともあまり無い2人だった。
有希の元カレを見つけた達也が、勝手に「話しをつけた」と知り、怒る有希。直後に有希は、摩耶と親しげにする達也を目撃し二股を直感した。達也が摩耶から別れを告げられたとも知らずに街をさまよい、ビリヤード場で達也の頬を叩く有希。
その夜、1人で帰宅して来た九四郎と自宅にいた有希、まだビリヤード場にいた達也の3人だけが、夜空に鳴り響く1ヶ月も早い除夜の鐘を聞いた。不思議に思って夜道に出て、刑事に追われる田中を見かけ、助けようとする九四郎。野次馬に混じって逮捕を見ている有希。達也もやって来たところで、目の前の歩道を突き破り、数十メートルの高い水柱が上がった。水滴を浴びて癒やされる有希たち。
両親が帰って来た自宅から引っ越し荷物を運び出す有希。手伝っているのは達也ではなく弟の健一だった。有希が「ちょっとだけ」下北沢から離れたくなった理由を語る健一の声。下北沢の楽しそうな雰囲気は、温泉のように人をフニャフニャにするのだという。
エンドクレジットの途中で、引っ越して行く有希に、「いいことがある」と「天狗」をプレゼントする知人のカップル。「いいことがあったら次の人に譲らないとバチが当たる」とまで尾ひれが付いた「天狗」を、「ありがとう」と笑顔で受け取る有希だった。

## 主な出演者
- 原田芳雄：九四郎、ベテランの舞台役者
- 北川智子：有希、KARASSのバイト
- 小澤征悦：達也、カメラマン
- イングリッド・フジ子・ヘミング：フジ子、ピアニスト
- 有吉康平：有吉、ミュージシャン
- りりィ：陽子、KARASSのママ
- 本多一夫：小屋主
- 八反田勝就：田中、達也の友人
- 中村靖日：林、達也の友人
- 唯野未歩子：美亜、有吉の恋人
- 岸部一徳：私服刑事A
- 柄本明：造形作家・豊橋
- 角替和枝：豊橋の妻
- 樹木希林：九四郎のファンの女性
- 渡辺謙：石田、KARASSの常連客、警察に追われる身
- 鈴木京香：麻耶、達也の年上の恋人、スナックのママ
- 豊川悦司：チラシを置きにくる演劇青年、劇作家
- 田中麗奈：令子
- 広末涼子：フリーマーケットの若い女性
- 阿部たかを：フリーマーケットの若い男性
- 田中裕子：福子、九四郎のかつての恋人
- テリー伊藤：ATMの客
- 橋本怜資：有希の弟・健一
- 平田満：有希の父
- 井上加奈子：有希の母
- はやしこば：有希の祖父・月村
- 松重豊：私服刑事B
- 草野康太：神田くん
- 広岡由里子：麻耶の店の店員
- 綾田俊樹：根本、喫茶ノラネコの店主
- 高橋克実：桜、レコード屋ムーズビルの店主
- 松尾スズキ：ビリヤード場の店長
- 円城寺あや：吉岡、古本屋の店主
- ねじめ正一：岸田、とある居酒屋の店主
- POCO：岸田の妻、歌っている人
- 大森南朋：高藤、酒屋の跡取り息子
- 藤井かほり：静子、骨董屋の未亡人
- 安部聡子：章介の彼女
- 阿部サダヲ：高藤の友人
- 葛山信吾：田代
- 外波山文明：神宮、舞台演出家
- 伊藤洋三郎：運転手
- 永澤俊矢：達也の兄
- SARU：健一の彼女
- 長塚圭史：章介、健一の友人、DJ志望、根本の息子
- 浅倉麗：健一の友人
- 大木裕之：健一の友人
- 山岡一：俺言座の若い座員
- 笠松伴助：俺言座の若い座員
- 安藤岳史：俺言座の若い座員
- 安妙子：真弓
- 田中要次：岡村、レンタルビデオ屋の店主
- 小林麻子：フジ子の家の通いの家政婦
- 荒谷清水：看板屋
- 鈴木卓爾：達也の友人
- 矢口史靖：達也の友人
- 犬童一心：達也の友人
- 今井陽子：千明
- 門脇学：スカウトマンA
- 森下能幸：スカウトマンB
- 沖山優司：有吉康平のバンドメンバー、ベース
- 松岡モトキ：有吉康平のバンドメンバー、ギター
- 斉藤光子：有吉康平のバンドメンバー、ドラム
- 梅田凡和：CDショップの店長
- 安藤一志：有希の元彼
- 川野弘毅：呼び込みの劇団員
- 宇和川士朗：呼び込みの劇団員
- 宮本裕子：ヤン
- 大西土門：俺言座の若い座員
- さとうこうじ：達也のバイトの先輩
- 翁華栄：警備服姿の男
- 中沢青六：工事人夫A
- 川上泳：工事人夫B、私服刑事
- 秋山道男：絵画サークルの先生
- 種子：絵画サークルの助手
- 伊藤詩織：アキ、絵を描く少女
- 原口周平：福子の幼い息子
- 川屋せっちん：追いかける人、私服刑事
- 紀伊修平：追いかける人、私服刑事
- 岸部哲郎：追いかける人、私服刑事
- 佐藤伸之：追いかける人、私服刑事
- 杉野克彦：追いかける人、私服刑事
- 園部貴一：追いかける人、私服刑事
- 坪井人太：追いかける人、私服刑事
- 三浦景虎：追いかける人、私服刑事
- 木村肇：私服刑事Bの吹き替え
- 早川喜貴：KARASSの客

## スタッフ
- 監督・原案：市川準
- 脚本：佐藤信介
- 撮影：蔦井孝洋
- 美術：原田満生
- 編集：三條知生
- 音楽：清水一登、れいち
- ラインプロデューサー：木村利明
- 照明：中須岳士
- 録音：橋本泰夫
- 製作：宮本まさ江、八木桂子
- 製作総指揮：畠中基博、畠中鈴子、荒川礼子、本多良行、原田満生
- アソシエイトプロデューサー：畠中節代

## 受賞歴
- 第10回日本映画批評家大賞作品賞[1]